# Зелена (Надвірнянський район)
Зелена — село Надвірнянського району Івано-Франківської області, на Гуцульщині. Входить до Пасічнянської сільської громади.

## Географія
Село розташоване на віддалі 20 км від районного центру та 22 км від залізничної станції Надвірна. Через село проходить автодорога Надвірна — Бистриця.
На території Зеленої розташовано 5 лісництв: Зеленське, Довбушанське, Хрипелівське, Черниківське і Максимецьке.
На південний схід від села розташований водоспад Кудринець.
У селі гірські потоки Черник, Ситний, Мала Зелениця та Зубричний впадають у річку Зеленицю — праву притоку Бистриці Надвірнянської.
Пішохідний шлях на Яремче пролягає Довбушанськими Горганами понад річками Зелениця і Жонка через перевал Переслоп (994 м), який з'єднує басейни Дністра і Дунаю.

## Символіка

### Герб
У зеленому щиті зліва виходить срібна скеля, на якій стоїть срібний олень. Вузька глава розтята лазуровим і чорним.

### Прапор
Квадратне полотнище складається з трьох вертикальних смуг блакитного, зеленого та чорного кольорів у співвідношенні 1:6:1. У центрі зеленої смуги два білі оленячі роги.

## Історія
Село відоме з першої половини XVIII ст., коли жителі Зеленої брали участь в опришківському русі. Тут у 1739 році побував Олекса Довбуш.
Також село було центром повстанської боротьби у 40-50-х роках ХХ сторіччя. За даними облуправління МГБ у Надвірнянському районі підпілля ОУН найактивнішим було в селах Пнів і Зелена.

## Інфраструктура
В селі є Зеленський ліцей Пасічнянської сільської громади, Зеленська початкова школа, дитячий садок «Журавлик», бібліотека, лікарська амбулаторія, будинок культури, філія зв'язку, підрозділ добровільної пожежної команди (ДПК). Село не газифіковане, має вуличне освітлення.

## Релігія
На території села зареєстровані греко-католицькі церкви «Святого Дмитрія» (отець Володимир Андрусяк) та «Зіслання Святого Духа» (отець Володимир Андрусяк).

## Відомі люди

### Народилися
- Лука Михайлович Гринішак (псевдо: «Довбуш»; 1917) — сотник УПА, командир куреня «Бескид» ВО-4 «Говерла», Надвірнянський надрайонний провідник ОУН (1949—1950), Лицар Бронзового Хреста бойової заслуги.
- Петро Семенович Гунда — охоронець командира ВО-4 «Говерла» Миколи Твердохліба — «Грома», лицар Бронзового хреста бойової заслуги УПА.
- Михайло Юрійович Зеленчук (1924—2013) — бунчужний куреня «Бескид» ВО-4 «Говерла» (1946—1947), районовий референт СБ Надвірянщини, голова Всеукраїнського братства ОУН-УПА.
- Ганна Михайлівна Максимчук (1928 — ?) — українська радянська діячка, вчителька Надвірнянської семирічної школи № 1. Депутат Верховної Ради УРСР 3-го скликання.
- Осьодло Василь Ілліч (* 1966) — вчений у галузі військової психології. Доктор психологічних наук, професор. Академік АН вищої школи України.
- Ганна Попович «Рожа» (29 травня 1925 — 12 березня 2015) — легендарна зв'язкова-машиністка надрайонового проводу ОУН[3].

Померли:
- Микола Дмитрович Твердохліб (псевдо: Грім, Музика, Петро) (* 1911, с. Петрилів, Тлумацький район, Івано-Франківська область — † 17 травня 1954, поблизу с. Зелена, Надвірнянський район, Івано-Франківська область) — полковник УПА, командир ВО-4 «Говерля».